# Vinarsko
Vinarsko (bulgariska: Винарско) är ett distrikt i Bulgarien.   Det ligger i kommunen Obsjtina Kameno och regionen Burgas, i den östra delen av landet, 300 km öster om huvudstaden Sofia.
Trakten runt Vinarsko består till största delen av jordbruksmark. Runt Vinarsko är det ganska tätbefolkat, med 166 invånare per kvadratkilometer.